# Brodac Gornji
Brodac Gornji (en serbe cyrillique : Бродац Горњи) est un village de Bosnie-Herzégovine. Il est situé sur le territoire de la ville de Bijeljina et dans la république serbe de Bosnie. Selon les premiers résultats du recensement bosnien de 2013, il compte 810 habitants.

## Géographie
Le village est situé à la frontière entre la Bosnie-Herzégovine et la Serbie, au bord de la Save, un affluent du Danube.

## Démographie

### Évolution historique de la population dans la localité
| 1948  | 1953  | 1961  | 1971  | 1981 | 1991 | 2013 |
| ----- | ----- | ----- | ----- | ---- | ---- | ---- |
| 1 174 | 1 339 | 1 297 | 1 157 | 967  | 866  | 810  |

|  |

### Communauté locale
En 1991, Brodac Gornji faisait partie de la communauté locale de Brodac qui comptait 1 601 habitants, répartis de la manière suivante :